# Piriqueta asperifolia
Piriqueta asperifolia är en passionsblomsväxtart som beskrevs av M.M. Arbo. Piriqueta asperifolia ingår i släktet Piriqueta och familjen passionsblomsväxter. Inga underarter finns listade i Catalogue of Life.